# حسن‌آباد (بخش مرکزی کازرون)
حسن آباد یک روستا در ایران است که در استان فارس واقع شده‌است. حسن آباد ۳۵۷ نفر جمعیت دارد.
این روستا در غرب روستای کاسکان و شرق روستای قعله سید واقع شده است،
این روستا به روستای ساختمان معروف است. همه آنجا را با این نام می شناسند. دلیل آن این است که در سال های گذشته عمارتی بزرگ و دو طبقه ای از خشت در آن وجود داشته است.
اصلیت مردم این روستا بنافی و دهلی هستند که هنوز بیشتر مردم این روستا به خصوص افراد مسن این روستا با گویش لری محلی بنافی صحبت میکنند.
در جنوب این روستا فرودگاهی برای هواپیما های سم پاش کشاورزی وجود دارد که مدت زیادی است مورد استفاده قرار نمیگیرد و مکانی تفریحی برای مردم شده است.
امامزاده این روستا شیخ ابوالحسن میباشد که مردم این روستا اعتقاد زیادی به او دارند.و به دلیل طبیعت زیبای آن در فصل زمستان و بهار مردم زیادی برای تفریح به آن جا می آیند.
در این روستا حیوانات وحشی از جمله:سگ گرگ، روباه، گراز، جوجه تیغی، دیده میشود
و به گفته خود مردم روستا در گذشته کفتار نیز دیده شده است.
و حتی در چند سال گذشته دو قلاده یوزپلنگ در کوه های این روستا دیده شده بود